# Fourches
Fourches – miejscowość i gmina we Francji, w regionie Normandia, w departamencie Calvados.
Według danych na rok 1990 gminę zamieszkiwało 147 osób, a gęstość zaludnienia wynosiła 31 osób/km² (wśród 1815 gmin Dolnej Normandii Fourches plasuje się na 739. miejscu pod względem liczby ludności, natomiast pod względem powierzchni na miejscu 904.).